# 团湖水库
团湖水库是中国湖北省襄阳市谷城县境内的一座水库，位于汉江北河支流团湖河上，建于1958年。水库正常库容为1490万立方米，集雨面积为43平方千米，海拔为145.5米。